# 罗雄才
罗雄才（1903年5月—1993年），男，广东兴宁人，中国化学家、教育家，原华南工学院筹备委员会副主任，华南工学院院长，广东省人大常委会副主任、中国民主同盟（民盟）第三到八届中央参议委员会常务委员、中国民主同盟广东省委员会第四到八届主委。

## 生平

### 早年和中大石牌校区
1903年出生于梅州兴宁龙田镇鸳塘村，其父罗望周在他两岁时病逝。1913年入读小学，11岁时其母亲病逝，16岁时毕业于兴宁县立中学。
1920年秋，受到堂叔罗健瞻的支持而赴日求学。1922年，考入第一高等学校（简称“一高”）预科班，并取得中国政府庚子赔款公费资助。次年以第一名成绩升入一高理科班。1926年（一说1923年）考入东京帝国大学理学院化学系，是该系首位中国学生，师从机化学权威松原行一、久保田勉之助、柴田雄次、水岛三一郎、片山正夫等。1929年以第一名成绩毕业后进入日本理化学研究所研究催化剂。
1931年回国，9月被聘请为国立中山大学理学院副教授。次月，理学院改为理工学院，增设土木工程和化学工程系。次年1月，改任化学工程系教授。1932年2月，邹鲁复任国立中山大学校长，决定在石牌建立新校区并设立工学院，为此召集了工学院筹委会24人（一说25人，全部系海归人士），罗是其中之一，也是最年轻的之一。
1933年，罗在文明路校区上课之余步行数小时前往石牌参与新校区的施工监察和指导。1934年7月5日（一说8月），工学院在文明路校区成立。同年10月，工学院迁入石牌新校。

### 抗日战争期间的中大
1937年9月22日，日机轰炸广州，对石牌校区投弹20多枚，“幸落旷地”，学校被迫停课三周，但随后复课坚守原址直到1938中秋节前后日军登陆大亚湾并陆路从龙洞方向攻入广州。10月，在工学院院长萧冠英的主持下，中大西迁云南澄江，罗雄才随行。1940年，广东省政府迁韶关，中大应邀迁回坪石。
1942年，罗雄才教授从韶关坪石三星坪工学院步行40余天返回家乡兴宁借用神庙和民宅创立了广东省省立兴宁高级工业学校，设纺织、化学二科，同时兼任国立中山大学教授，常常往返于坪石和兴宁之间。兴宁工校是抗战期间东部唯一新创的大专以上学校，耗资220万元，多数依靠罗雄才的各渠道筹款。1943年，罗教授筹款并建设了新校舍，增设机械、电机、土木工程三科。1944年秋（一说1945年1月），坪石被日军攻陷后，中大校长金曾澄率领工学院和部分师生迁借兴宁校址继续授课，由罗雄才收留安排，文学院、理学院、校本部、研究院迁附近的梅县。1945年3月，广东省府和中大正式将兴宁、梅州列为复课校址，罗雄才被委任为工学院院长。
1945年8月，战争结束。罗教授随中大复员广州，任复员委员会工程组主任、工学院院长，同时兼任兴宁工校校长。1946年（一说1948年）任国立中山大学总务长。
1949年与坪石时代中大经济系主任、厦门大学法学院长王亚南一同赴香港，5月一同北上北京。1950年-1951年间，中共领导下的中山大学不信任解放前夕担任总务长的罗雄才，因此将他排除在校务行政之外。
1951年8月，中大副校长冯乃超代表省文教委请罗出任工学院副院长。

### 筹备华南工学院
1952年任华南工学院筹备委员会副主任、副院长，提议定名“华南工学院”、主持制定了《广州地区筹设工学院基本草案》，是华工创设的基础性文件。同年11月17日，罗雄才在工学院体育馆华南工学院成立大会上作筹备工作报告，后来此日被定为华工成立纪念日、校庆日。同年加入民盟。
1955年5月31日，受国务院任命为华南工学院副院长。主持建设了化工系造纸、制糖、硅酸盐、食品、工业化学、橡皮、食盐电解等小组。
1958年，由于华工化学学科势力强大、华南地区建设需要，广东省委决定成立华南化工学院，罗任华南化工学院院长。在短时间内组织兴建了校舍，增设了酸碱、化肥、燃料、有机合成、纤维素、微生物、塑料机械等专业。
1962年，任教育部全国化工统编教材总主编。同年，华南化工学院并入华南工学院。
1962年9月（一说1963年），为了提高中山大学理科的实力和影响力，调任中山大学副校长，先后建立了光学、生物学、高分子化学、电子显微镜四所高等实验室。建立了社会科学学术委员会和自然科学学术委员会。

### 中大和文革
1963-1966年，罗主持了两次中大科研成果展览会，随后该会演变成了全国高校科研展览会。1966年，得益于展览会的成功和理科建设的成果，中大获得的科研经费大幅上升。
1966年下半年，罗雄才遭受冲击被打倒。1971年底，恢复所有职称待遇。
1973年，重返石牌、执教广东化工学院。1978年，广东化工学院并入广东工学院并复名华南工学院。
1984年，倡议和参与建立嘉应大学。同年开始退出行政管理职务。
1978年，创立全国高校内第一所材料科学研究所，华南工学院材料科学与工程研究所，任所长直到1984年。
1993年11月2日病逝于广州，挽联为“于国于民无遗憾；立言立德有殊勋”。

## 趣事轶闻
罗雄才饭后带子女们在华工内散步，不论走到哪里都可以说出当地路名、校舍何时修建、有何典故等。
50年代，远郊的石牌校区缺乏娱乐，罗雄才主持购置了电影设备，放置在体育馆，在周六举行电影晚会，周日借给隔壁的华南农学院放电影。
罗雄才能够记住许多人的名字哪怕只见过一面，使得对方十分惊讶，并对学校里教师和自己学生的经历了如指掌。